# Bartomeu Maura i Montaner
Bartomeu Maura i Montaner (Palma, 1844 – Madrid, 1926) va ser un gravador mallorquí.
La seva formació va tenir lloc a la Mallorca natal, Roma i també a Madrid, on treballà, a partir del 1893, com a director artístic de la Fàbrica Nacional de Moneda i Timbre, gravador del primer Banc d'Espanya i acadèmic de San Fernando.

## Premis
- dues medalles a les Exposicions Nacionals de Belles Arts de Madrid:
  - amb un gravat de Las Lanzas de Velázquez (1876)
  - autoretrat (1901)